# Strålningskemi
Strålningskemi är ett del område inom kemi som studerar hur materia påverkas (kemiskt) av joniserande strålning. Ett viktigt område inom strålningskemin är att förstå hur strålning påverkar levande celler. Detta är viktigt bland annat för att kunna dosera radiofarmaka vid behandling mot cancer.
Joniserande strålning ger som regel upphov till mycket sammansatta och komplicerade reaktioner. På grund av mångfalden av möjliga reaktionsvägar, reaktionernas ospecificerade karaktär samt det faktum att arbete med joniserande strålning av säkerhetsskäl kräver speciella apparater har strålningskemin endast fått begränsad preparativ betydelse.
Kemiska processer som utlöses av synligt eller UV-ljus räknas inte till strålningskemin, som inte heller omfattar kärnreaktioner.

## Användning
Ett viktigt område inom strålningskemin är att vara hjälpmedel till att förstå hur strålning påverkar levande celler. Detta är viktigt bland annat för att kunna dosera radiofarmaka vid behandling mot cancer.
Industriellt utnyttjas strålningskemi bl. a. vid sulfonering och krackning av kolväten, vid framställning av etylbromid, klorerade ättiksyror och silaner m. m. Rutinmässigt används joniserande strålning för korslänkning av polymerer, härdning av lacker samt för sterilisering av kirurgisk och farmacevtisk utrustning.